# لويس برنارد
لويس برنارد هو سياسي كندي، ولد في 27 يوليو 1937 في مونتريال في كندا.